# 1997 ve sportu
Toto je přehled sportovních událostí konaných v roce 1997.

## Automobilový sport
Formulové závody:
- CART –  Alessandro Zanardi
- Formule 1 –  Jacques Villeneuve
- Formule 3000 –  Ricardo Zonta

## Cyklistika
- Giro d'Italia – Ivan Gotti
- Tour de France – Jan Ullrich
- Mistrovství světa – Laurent Brochard

## Florbal
- Mistrovství světa ve florbale žen 1997 –  Švédsko
- European Cup 1997 – Muži:  Fornudden IB, Ženy:  Högdalens AIS
- 1. florbalová liga mužů 1996/1997 – 1. SC SSK Vítkovice
- 1. florbalová liga žen 1996/1997 – TJ Tatran Střešovice

## Fotbal
- Pohárové soutěže
  1. Liga mistrů UEFA – BV Borussia Dortmund – Juventus FC 3:1
  2. Pohár UEFA – FC Schalke 04 – Inter Milán 1:0, 0:1 (4:1 pokutové kopy)
  3. Pohár vítězů pohárů – FC Barcelona – Paris SG 1:0
  4. Superpohár – FC Barcelona – BV Borussia Dortmund 2:0, 1:1
  5. Interkontinentální pohár – BV Borussia Dortmund – Cruzeiro Belo Horizonte 2:0

- Ligové soutěže
  1. 1. česká fotbalová liga – AC Sparta Praha

## Lední hokej
- Extraliga – HC Petra Vsetín
- NHL – Detroit Red Wings
- Mistrovství světa – 1. Kanada, 2. Švédsko, 3. Česko

## Sportovní lezení

### Svět
- 4. Mistrovství světa ve sportovním lezení 1997
- 9. Světový pohár ve sportovním lezení 1997
- 4. Mistrovství světa juniorů ve sportovním lezení 1997

### Evropa
- 2. Evropský pohár juniorů ve sportovním lezení 1997

## Tenis
- Grand Slam výsledky mužů:
  1. Australian Open – Pete Sampras
  2. French Open – Gustavo Kuerten
  3. Wimbledon – Pete Sampras
  4. US Open – Patrick Rafter

- Grand Slam výsledky žen:
  1. Australian Open – Martina Hingisová
  2. French Open – Iva Majoliová
  3. Wimbledon – Martina Hingisová
  4. US Open – Martina Hingisová

- Davis Cup: Švédsko–USA 5:0
- Fed Cup: Francie–Nizozemsko 4:1
- Turnaj mistrů: Pete Sampras
- Turnaj mistryň: Jana Novotná